# ویرجیلیو پستولاکی
ویرجیلیو پستولاکی (انگلیسی: Virgiliu Postolachi؛ زادهٔ ۱۷ مارس ۲۰۰۰) بازیکن فوتبال اهل فرانسه است.
از باشگاه‌هایی که در آن بازی کرده‌است می‌توان به باشگاه فوتبال لیل و باشگاه فوتبال پاری سن ژرمن اشاره کرد.
وی همچنین در تیم‌های ملی فوتبال زیر ۲۱ سال مولداوی و مولداوی بازی کرده‌است.